# O miševima i ljudima (1992.)
O miševima i ljudima je američki film iz 1992. Glavni glumci su bili Gary Sinise i John Malkovich. Sporedni glumci su bili Casey Siemaszko, Sherilyn Fenn i John Terry. Film je napravljen prema romanu Johna Steinbecka. Prva verzija filma je snimljena 1939.

## Uloge
- John Malkovich Lennie Small
- Gary Sinise George Milton
- Ray Walston Candy
- Casey Siemaszko Curley
- Sherilyn Fenn Curleyeva žena
- John Terry Slim
- Alexis Arquette Whit
- Richard Riehle Carlson
- Joe Morton Crooks
- Noble Willingham The Boss